# Kabondo (Kisangani)
La commune de Kabondo est l’une des six communes de la ville de Kisangani en république démocratique du Congo. Autrefois appelée« commune Bruxelle », cette dénomination trouve son origine dans un projet colonial belge visant à reproduire le modèle urbanistique de Bruxelles au Congo belge. Les autorités coloniales avaient l’intention de bâtir une ville selon les normes de l’époque, avec une division ségrégationniste entre les quartiers réservés aux Européens et ceux destinés aux Africains.
Kisangani, anciennement connue sous le nom de Stanleyville, a été fondée le 1ᵉʳ décembre 1885 par l’explorateur britannique Henry Morton Stanley. La ville est située sur les rives du fleuve Congo, près des chutes Boyoma, ce qui en fait un emplacement stratégique pour le commerce et le transport fluvial.
Située dans le nord-est de Kisangani, la commune de Kabondo est administrée par un bourgmestre, Godelieve Mosunga Kyana.

## Histoire
La commune de Kabondo a été créée par ordonnance ou décret présidentiel, comme la plupart des subdivisions administratives en RDC. no 21/428 du 12 octobre 1959

## Hydrographie
La commune de Kabondo, située à Kisangani, est traversée par plusieurs cours d’eau, notamment les rivières Makiso, Kabondo, Kibibi, Masendula, Maleke, Avokoko et Djubu-Djubu. Ces rivières jouent un rôle essentiel dans l’approvisionnement en eau et les activités quotidiennes des habitants. Cependant, des études ont révélé que l’eau de certaines de ces sources, notamment dans la commune voisine de Makiso, peut présenter des risques pour la santé en raison de sa qualité. Il est donc recommandé de traiter l’eau avant toute utilisation domestique.

## Démographie
| 1967   | 2004    | 2020    |
| ------ | ------- | ------- |
| 78 310 | 173 323 | 240 000 |

## Quartiers
- Sotraco 1
- Damba 2

## Éducation de base
L'enseignement primaire, secondaire et professionnel est assuré principalement par les écoles privée et publics.
- COMPLEXE SCOLAIRE LA COLOMBE
- COMPLEXE SCOLAIRE TSHOMBA 2
- CHEMCHEM YA UZIMA LYCEE
- MAENDELEO INSTITUT
- TUENDELEE GROUPE SCOLAIRE

### Liste des bourgmestres successifs
- Madame Godelieve Mosunga Kyana [5]
- Adolphe LOSAME LONGOLO

## Célébrités
- Pépé Le Coq[6]